# Harquency
Harquency település Franciaországban, Eure megyében. Lakosainak száma 273 fő (2022. január 1.). Harquency Les Andelys, Guiseniers, Mouflaines, Richeville, Frenelles-en-Vexin és Vexin-sur-Epte községekkel határos.

## Népesség
A település népességének változása:
| Lakosok száma | 117  | 140  | 183  | 264  | 264  | 263  | 264  | 269  | 272  | 273  |
|               | 1968 | 1982 | 1990 | 2006 | 2013 | 2015 | 2017 | 2019 | 2020 | 2022 |